# Pachylia crameri
Pachylia crameri är en fjärilsart som beskrevs av Ménétriés 1857. Pachylia crameri ingår i släktet Pachylia och familjen svärmare. Inga underarter finns listade i Catalogue of Life.